# Tibioscarites
Tibioscarites is een geslacht van kevers uit de familie van de loopkevers (Carabidae). De wetenschappelijke naam van het geslacht is voor het eerst geldig gepubliceerd in 1929 door Banninger.

## Soorten
Het geslacht Tibioscarites omvat de volgende soorten:
- Tibioscarites excisomandibularis Banninger, 1929
- Tibioscarites uluguruanus Basilewsky, 1976